# Yanick Riendeau
Ne pas confondre avec Yannick Riendeau
Pour les articles homonymes, voir Riendeau.
Yanick Riendeau (né le 25 octobre 1984 à Montréal, dans la province de Québec, au Canada) est un joueur professionnel canadien de hockey sur glace qui évolue au poste d'attaquant.

## Biographie
Riendeau est choisi lors du repêchage de 2001 de la Ligue de hockey junior majeur du Québec lors du onzième tour par les Voltigeurs de Drummondville. Il joue pendant trois saisons avec les Voltigeurs avant de rejoindre au cours de la saison 2004-2005 le Titan d'Acadie-Bathurst.
Il quitte l'Amérique du Nord et s'engage pour la saison 2005-2006 l'équipe du Hockey Club de Limoges qui évolue dans la Division 1.
À la fin de la saison 2011-2012, il termine deuxième meilleur pointeur de la Ligue Magnus derrière son coéquipier, Martin Gascon. Les deux joueurs évoluent sur la même d'attaque qu'Anthony Guttig. Riendeau compte 24 buts, le plus haut total de la ligue cette saison. 
À la suite de cette saison, il s'engage pour une saison dans le championnat du Kazakhstan avec l'équipe d'Arlan Kokchetaou. Il remporte la Coupe du Kazakhstan 2012 avec l'Arlan Kokchetaou.

## Trophées et honneurs personnels
- 2011-2012 :
  - deuxième meilleur joueur étranger de la saison par les médias
  - meilleur buteur de la saison régulière
  - remporte la Coupe de France avec Dijon
- 2012-2013 :
  - remporte la Coupe du Kazakhstan avec l'Arlan Kokchetaou
  - nommé meilleur attaquant de la Coupe du Kazakhstan
  - nommé meilleur attaquant du Championnat du Kazakhstan
- 2013-2014 : meilleur pointeur du Championnat du Kazakhstan

## Statistiques
| Saison    | Équipe                      | Ligue        |    | Saison régulière | Saison régulière | Saison régulière | Saison régulière | Saison régulière |   | Séries éliminatoires | Séries éliminatoires | Séries éliminatoires | Séries éliminatoires | Séries éliminatoires |
| Saison    | Équipe                      | Ligue        | PJ | B                | A                | Pts              | Pun              | PJ               | B | A                    | Pts                  | Pun                  |                      |                      |
| 2001-2002 | Voltigeurs de Drummondville | LHJMQ        | 67 | 15               | 15               | 30               | 35               | 12               | 1 | 5                    | 6                    | 10                   |                      |                      |
| 2002-2003 | Voltigeurs de Drummondville | LHJMQ        | 71 | 24               | 50               | 74               | 68               | -                | - | -                    | -                    | -                    |                      |                      |
| 2003-2004 | Voltigeurs de Drummondville | LHJMQ        | 69 | 25               | 38               | 63               | 60               | 7                | 0 | 5                    | 5                    | 8                    |                      |                      |
| 2004-2005 | Titans du College Lafleche  | LHJAAAQ      | 34 | 19               | 32               | 51               | 64               | 4                | 2 | 1                    | 3                    | 12                   |                      |                      |
| 2004-2005 | Voltigeurs de Drummondville | LHJMQ        | 2  | 0                | 0                | 0                | 0                | -                | - | -                    | -                    | -                    |                      |                      |
| 2004-2005 | Titan d'Acadie-Bathurst     | LHJMQ        | 11 | 3                | 2                | 5                | 2                | -                | - | -                    | -                    | -                    |                      |                      |
| 2005-2006 | Taureaux de feu de Limoges  | Division 1   | 26 | 36               | 18               | 54               | 151              | -                | - | -                    | -                    | -                    |                      |                      |
| 2006-2007 | Vipers de Montpellier       | Division 1   | 23 | 23               | 14               | 37               | 88               | -                | - | -                    | -                    | -                    |                      |                      |
| 2007-2008 | Chamois de Chamonix         | Ligue Magnus | 24 | 11               | 11               | 22               | 87               | 5 rel            | 7 | 7                    | 14                   | 20                   |                      |                      |
| 2008-2009 | Étoile noire de Strasbourg  | Ligue Magnus | 25 | 23               | 20               | 43               | 56               | 6                | 2 | 2                    | 4                    | 2                    |                      |                      |
| 2009-2010 | Gothiques d'Amiens          | Ligue Magnus | 24 | 20               | 17               | 37               | 47               | 4                | 0 | 3                    | 3                    | 10                   |                      |                      |
| 2010-2011 | Ducs de Dijon               | Ligue Magnus | 26 | 15               | 23               | 38               | 32               | 2                | 0 | 1                    | 1                    | 2                    |                      |                      |
| 2011-2012 | Ducs de Dijon               | Ligue Magnus | 25 | 24               | 27               | 51               | 4                | 5                | 1 | 2                    | 3                    | 2                    |                      |                      |
| 2012-2013 | Arlan Kokchetaou            | Kazakhstan   | 53 | 37               | 43               | 80               | 63               | 13               | 4 | 9                    | 13                   | 33                   |                      |                      |
| 2013-2014 | Arlan Kokchetaou            | Kazakhstan   | 49 | 33               | 50               | 83               | 74               | 13               | 4 | 7                    | 11                   | 51                   |                      |                      |
| 2014-2015 | Arlan Kokchetaou            | Kazakhstan   | 49 | 26               | 42               | 68               | 98               | 14               | 5 | 8                    | 13                   | 12                   |                      |                      |
| 2015-2016 | Ducs de Dijon               | Ligue Magnus | 24 | 19               | 13               | 32               | 30               | 8 rel            | 3 | 11                   | 14                   | 18                   |                      |                      |
| 2016-2017 | Gothiques d’Amiens          | Ligue Magnus | 44 | 20               | 30               | 50               | 42               | 5                | 1 | 3                    | 4                    | 8                    |                      |                      |
| 2017-2018 | Hormadi Anglet              | Division 1   | 25 | 17               | 20               | 37               | 85               | 11               | 7 | 5                    | 12                   | 22                   |                      |                      |
| 2018-2019 | Hormadi Anglet              | Ligue Magnus | 42 | 19               | 20               | 39               | 65               | 6 rel            | 4 | 4                    | 8                    | 4                    |                      |                      |
| 2019-2020 | Hormadi Anglet              | Ligue Magnus | 35 | 19               | 11               | 30               | 48               | -                | - | -                    | -                    | -                    |                      |                      |
| 2020-2021 | Hormadi Anglet              | Ligue Magnus | 22 | 8                | 8                | 16               | 16               | -                | - | -                    | -                    | -                    |                      |                      |